# 东莲花院镇
东莲花院镇，是中华人民共和国河北省唐山市迁西县下辖的一个乡镇级行政单位。

## 行政区划
东莲花院镇下辖以下地区：
马家沟村、董庄子村、洼子地村、徐庄子村、西山村、西莲花院村、西陆庄村、洪门寺村、黄岩村、松山峪村、东路庄子村、马家冲村、杨家沟村、东莲花院村、柳沟峪村和东城峪村。